# State Parks in Nebraska
Das ist eine Liste von State Parks des US-Bundesstaates Nebraska. Das Parksystem teilt sich in State Parks, State Historic Parks, State Recreation Areas und einen State Recreational Trail. Die Parks werden von der Nebraska Game and Parks Commission verwaltet.

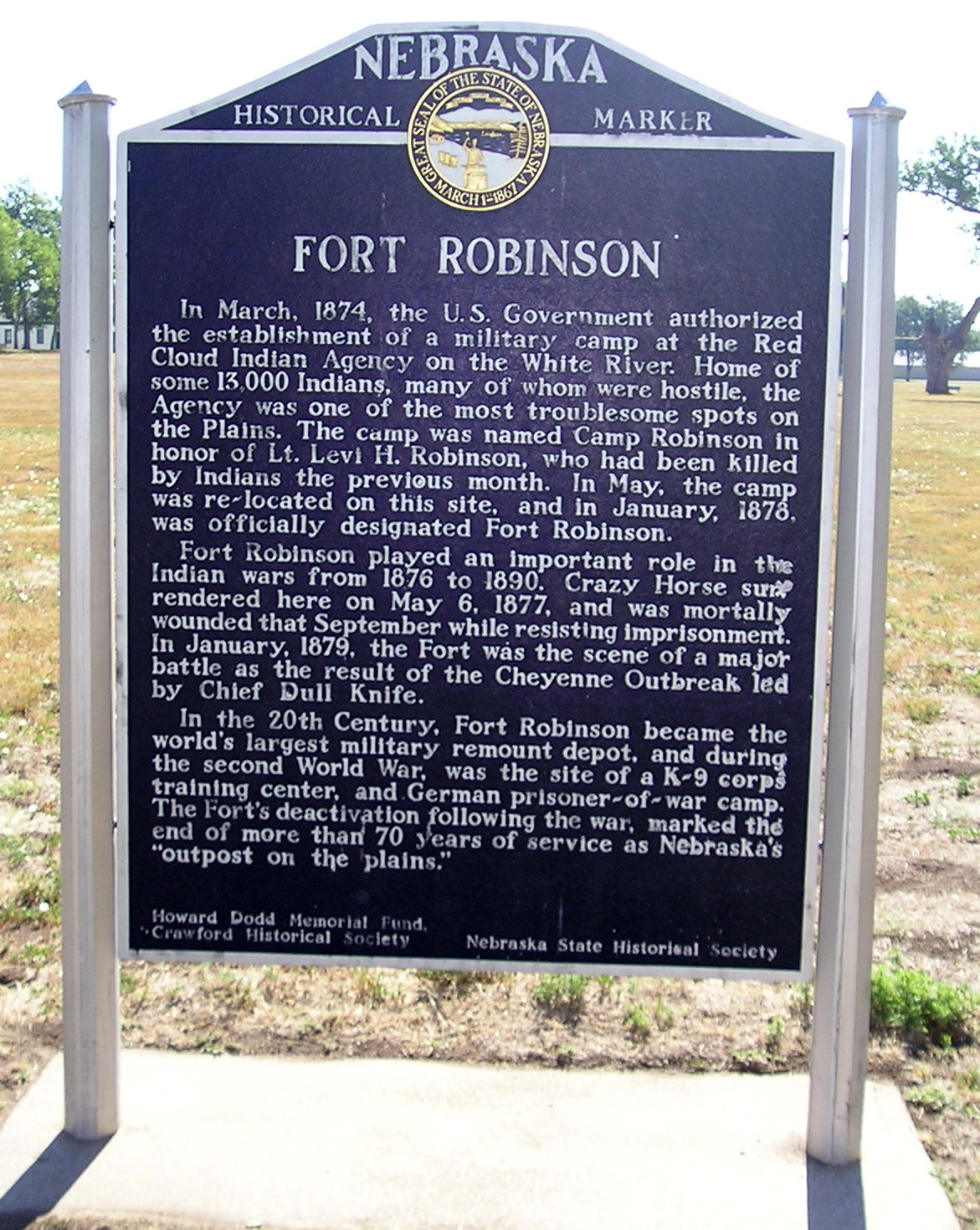
Fort Robinson State Park

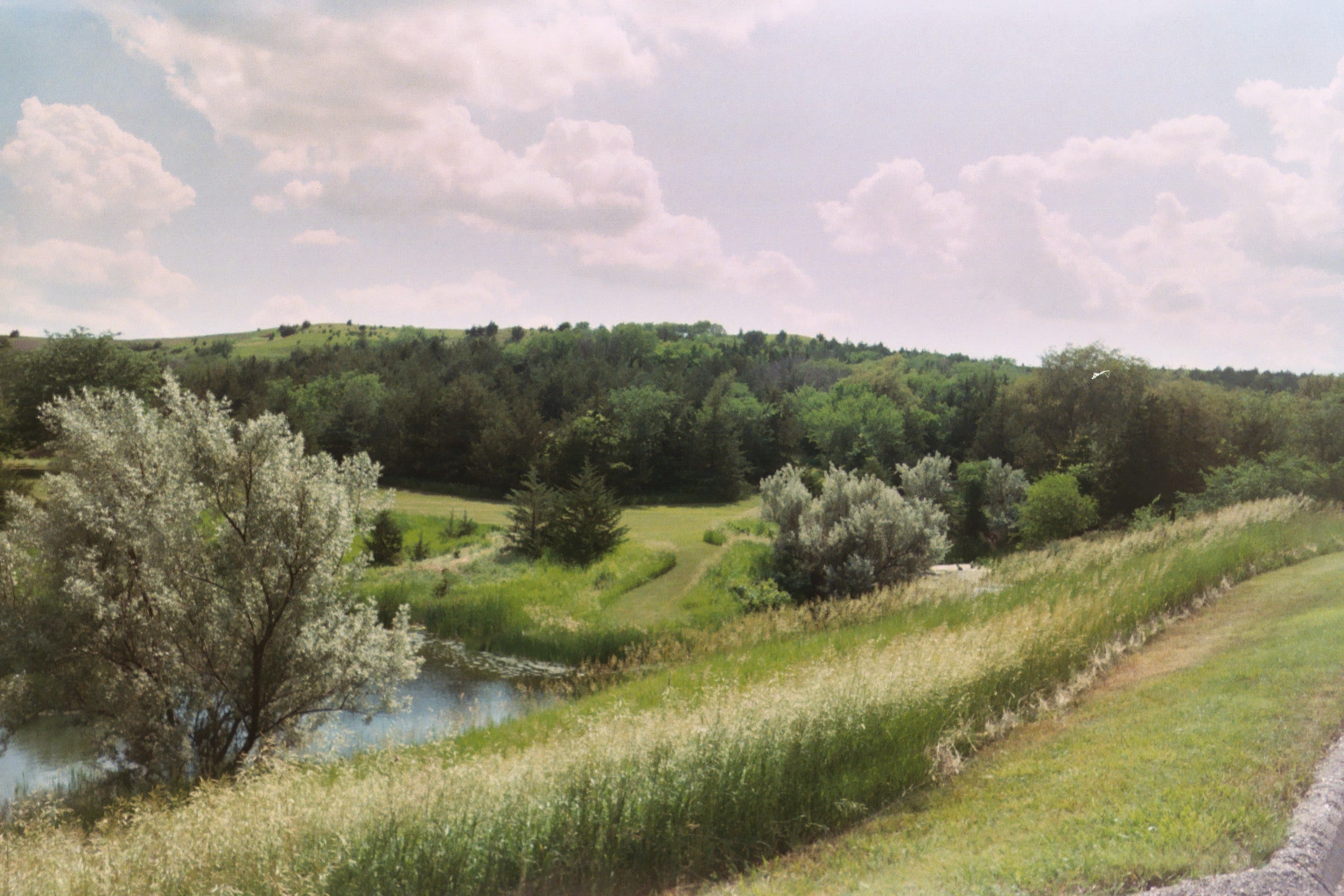
Niobrara State Park

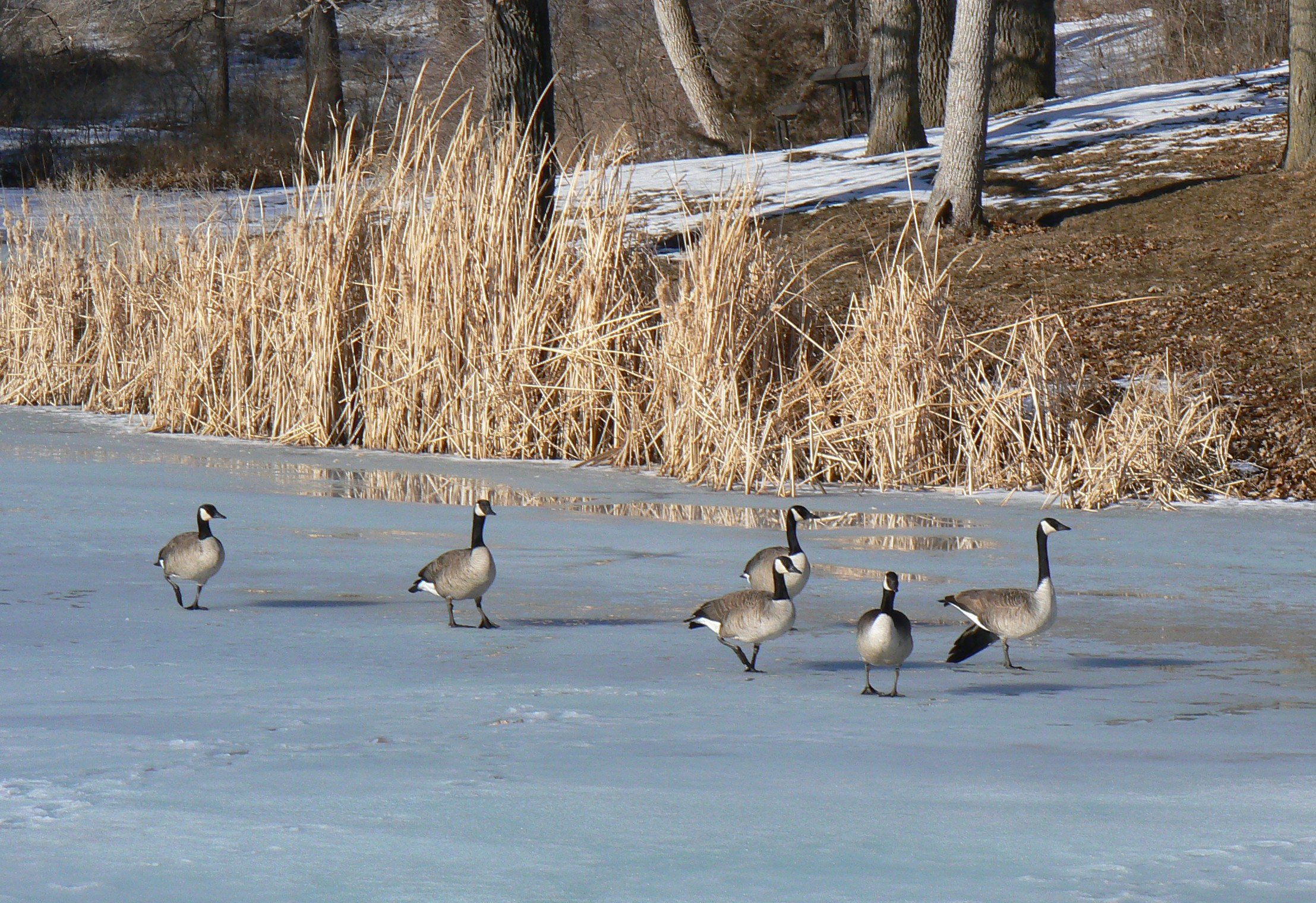
Platte River State Park

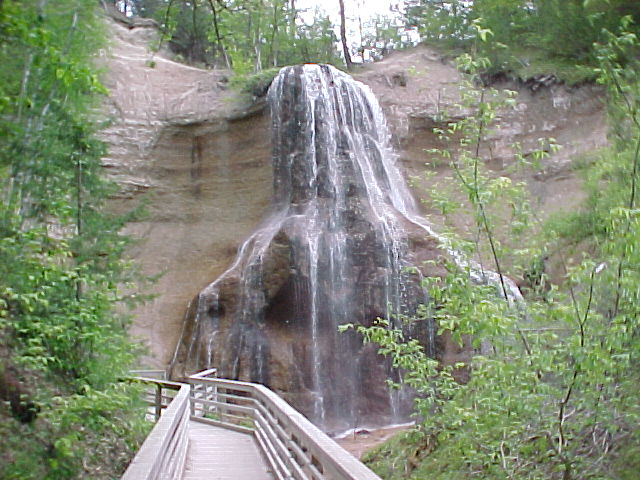
Smith Falls State Park

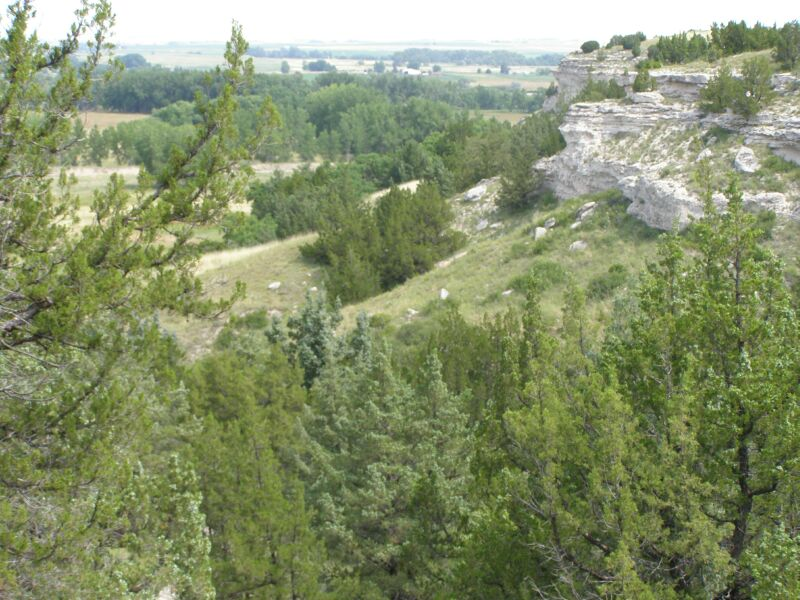
Ash Hollow State Historical Park

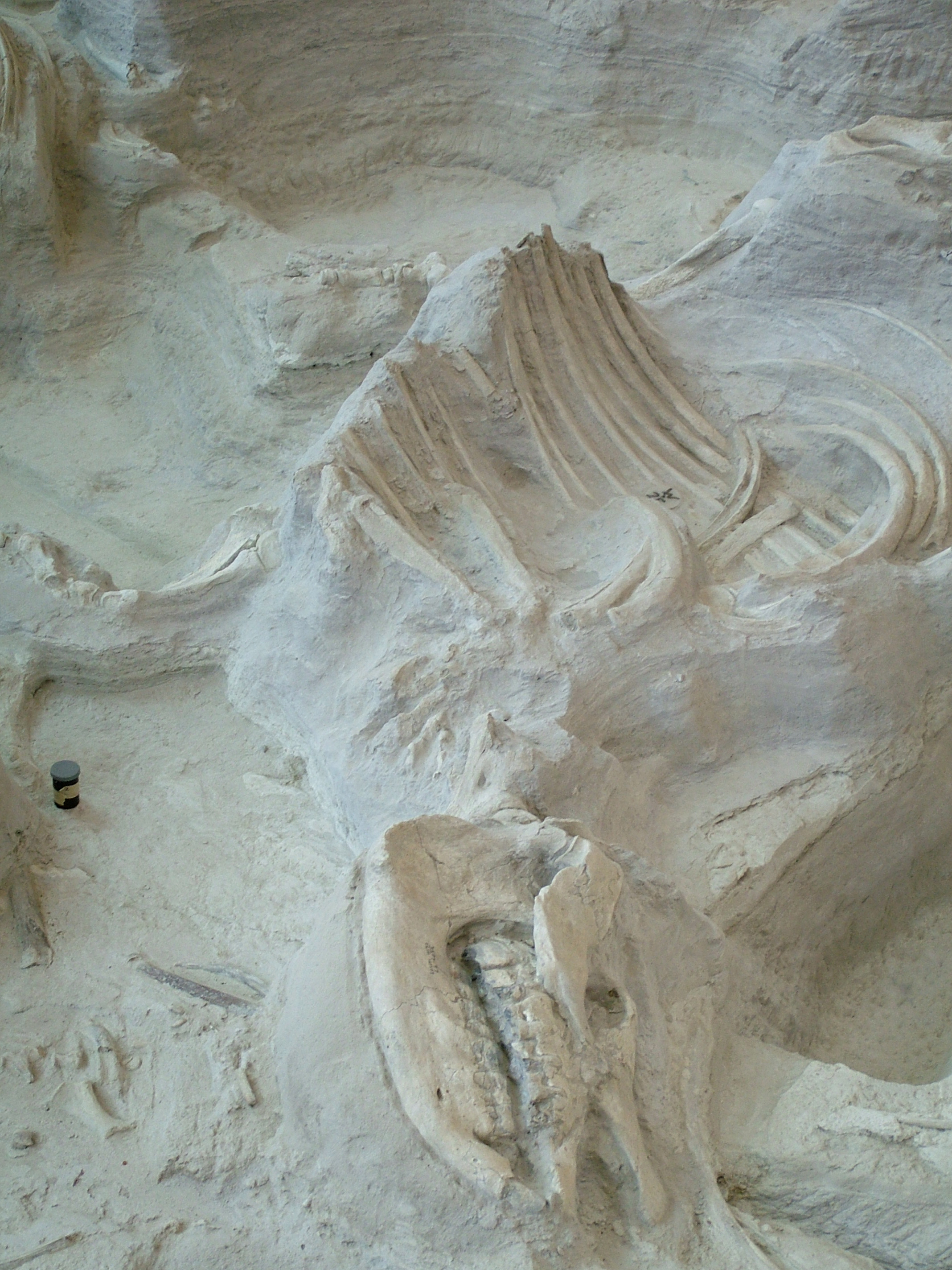
Ashfall Fossil Beds State Historical Park

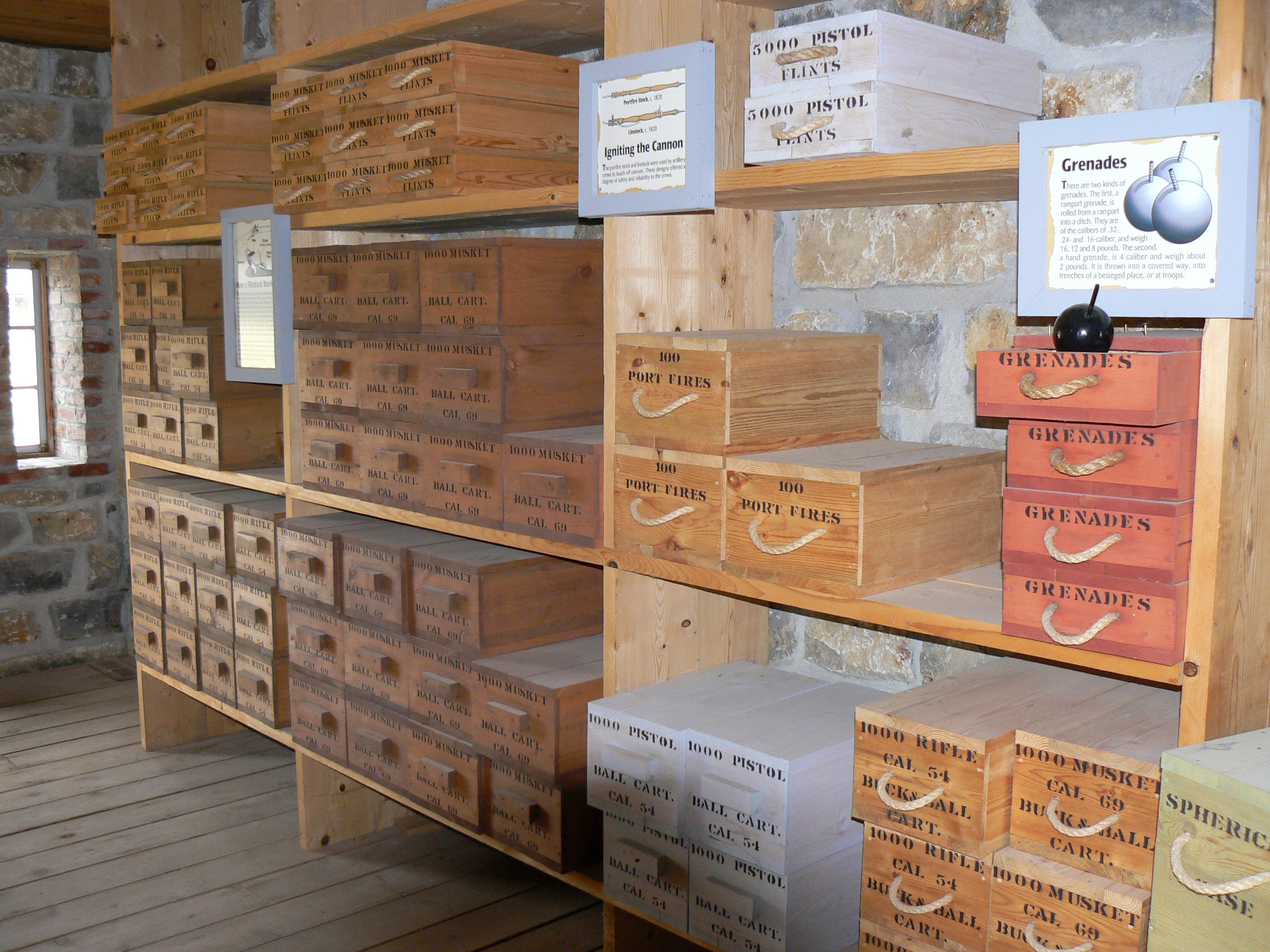
Fort Atkinson State Historical Park

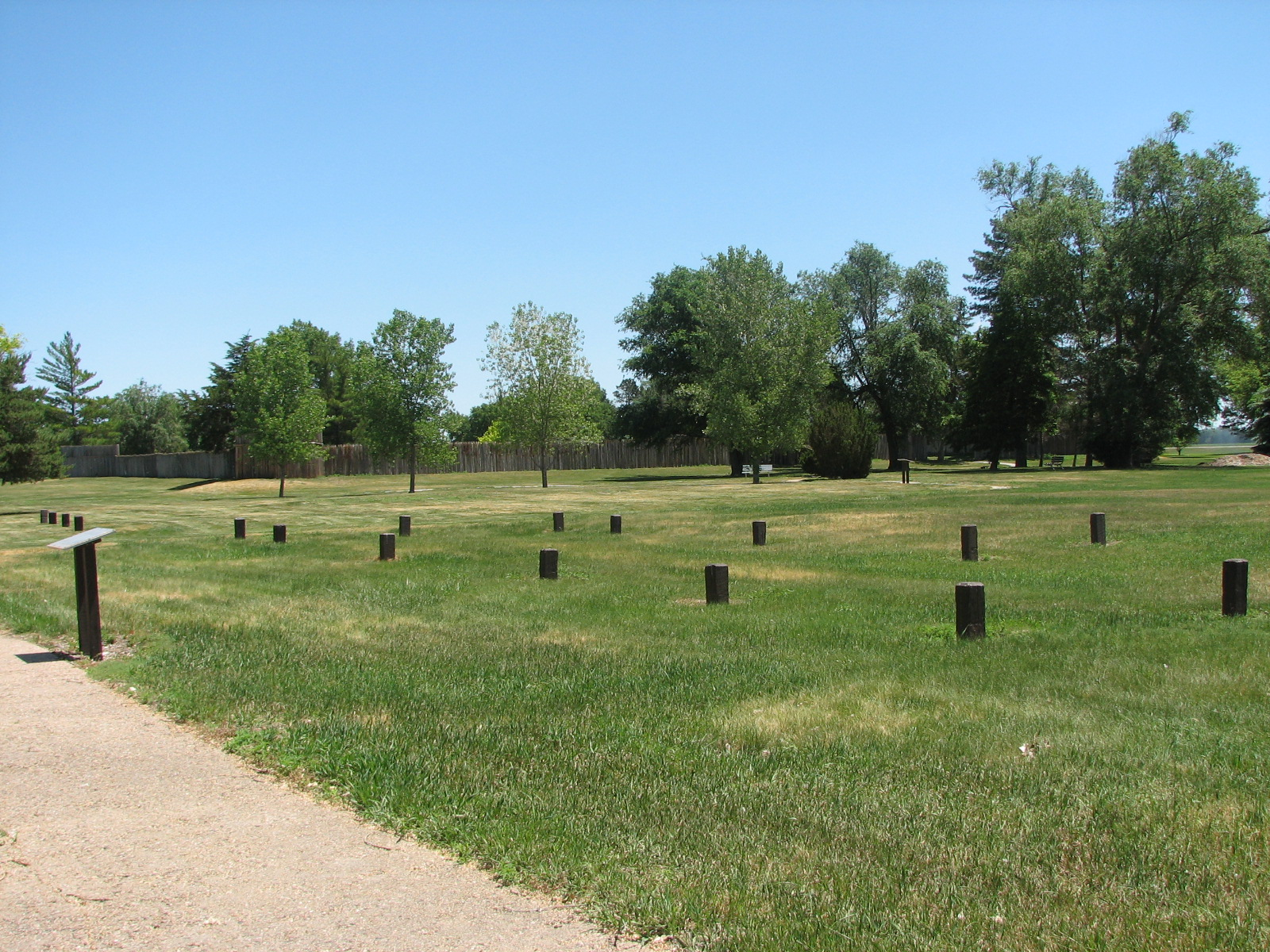
Fort Kearny State Historical Park

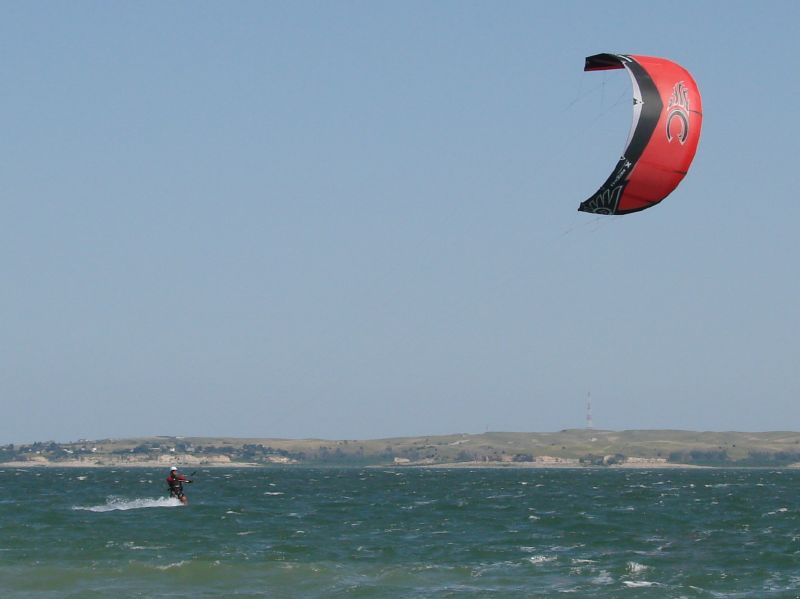
Lake McConaughy State Recreation Area

## State Parks
- Chadron State Park
- Eugene T. Mahoney State Park
- Fort Robinson State Park
- Indian Cave State Park
- Niobrara State Park
- Platte River State Park
- Ponca State Park
- Smith Falls State Park

## State Historical Parks
- Arbor Lodge State Historical Park
- Ash Hollow State Historical Park
- Ashfall Fossil Beds State Historical Park
- Bowring Ranch State Historical Park
- Buffalo Bill Ranch State Historical Park
- Champion Mill State Historical Park
- Fort Atkinson State Historical Park
- Fort Hartsuff State Historical Park
- Fort Kearny State Historical Park
- Rock Creek Station State Historical Park

## State Recreation Areas
- Alexandria State Recreation Area
- Arnold State Recreation Area
- Atkinson Lake State Recreation Area
- Blue River State Recreation Area
- Bluestem State Recreation Area
- Bowman Lake State Recreation Area
- Box Butte Reservoir State Recreation Area
- Branched Oak State Recreation Area
- Bridgeport State Recreation Area
- Brownville State Recreation Area
- Buffalo Bill Ranch State Recreation Area
- Calamus State Recreation Area
- Champion Lake State Recreation Area
- Cheyenne State Recreation Area
- Conestoga State Recreation Area
- Cottonmill Lake State Recreation Area
- Crystal Lake State Recreation Area
- Dead Timber State Recreation Area
- DLD State Recreation Area
- Enders Reservoir State Recreation Area
- Fort Kearny State Recreation Area
- Fremont Lakes State Recreation Area
- Gallagher Canyon State Recreation Area
- Johnson Lake State Recreation Area
- Keller Park State Recreation Area
- Lake Maloney State Recreation Area
- Lake McConaughy State Recreation Area
- Lake Minatare State Recreation Area
- Lake Ogallala State Recreation Area
- Lewis and Clark State Recreation Area
- Long Lake State Recreation Area
- Long Pine State Recreation Area
- Louisville State Recreation Area
- Medicine Creek State Recreation Area
- Memphis State Recreation Area
- Merritt Reservoir State Recreation Area
- Mormon Island State Recreation Area
- North Loup State Recreation Area
- Olive Creek State Recreation Area
- Oliver Reservoir State Recreation Area
- Pawnee Lake State Recreation Area
- Pelican Point State Recreation Area
- Pibel Lake State Recreation Area
- Pioneer State Recreation Area
- Red Willow Reservoir State Recreation Area
- Riverview Marina State Recreation Area
- Rock Creek Lake State Recreation Area
- Rock Creek Station State Recreation Area
- Rockford State Recreation Area
- Sandy Channel State Recreation Area
- Schramm Park State Recreation Area
- Sherman Reservoir State Recreation Area
- Stagecoach State Recreation Area
- Summit Lake State Recreation Area
- Sutherland Reservoir State Recreation Area
- Swanson Reservoir State Recreation Area
- Two Rivers State Recreation Area
- Union Pacific State Recreation Area
- Verdon State Recreation Area
- Victoria Springs State Recreation Area
- Wagon Train State Recreation Area
- Walgren Lake State Recreation Area
- War Axe State Recreation Area
- Wildcat Hills State Recreation Area
- Willow Creek State Recreation Area
- Windmill State Recreation Area

## State Recreational Trail
- Cowboy State Recreational Trail